# 馮元興
馮 元興（ふう げんこう、? - 532年）は、北魏の官僚・学者。字は子盛。本貫は魏郡肥郷県。

## 経歴
若い頃は伯父の馮僧集に従って平原にあり、中山の張吾貴や常山の房虯を師として学び、三礼に通じ、文才があった。23歳のとき、郷里に帰って学問を教え、弟子は数百人となった。孝廉に推挙され、また秀才に挙げられた。御史中尉の王顕の推薦を受けて検校御史となった。まもなく殿中に転じ、奉朝請に任ぜられ、三度高句麗への使者に立った。
江陽王元継が司徒となると、元興はその下で記室参軍となり、元叉の知遇をえた。元叉が北魏の朝政をつかさどるようになると、元興は召されて尚書殿中郎となり、中書舎人を兼ね、御史をつとめた。元叉の腹心として、身を低くして時事の相談に応じた。太保の崔光が臨終にあたって元興を侍読に推薦した。元興は式乾殿で孝明帝に杜預の『春秋経伝集解』を講義した。
元叉が粛清をおそれて自ら軍権を返上しようと考え、元興を訪れて相談した。元興が「公のお考えが分かりません」と言うと、元叉は「卿はわたしが乱を起こすことを望んでいるというのか」と訊ねた。元興はあえて言を発することなく、叛乱を勧めた。元叉が死を賜ると、元興も官爵を奪われて蟄居させられた。自らの境遇を「有草生碧池、無根緑水上、脆弱悪風波、危微苦驚浪」という浮萍詩を作って託した。
丞相の高陽王元雍に召されてその下で働いた。しばらくして、官を去って郷里に帰った。僕射の元羅が東道大使となると、元興は魏郡太守に任じられた。まもなく母の喪のため家に帰った。529年、上党王元天穆が邢杲を討つと、元興は召されて大将軍従事中郎となった。元顥が洛陽に入ると、元興は平北将軍・光禄大夫となり、中書舎人を兼ねた。孝荘帝が洛陽に帰ると、元天穆の下で太宰諮議参軍となり、征虜将軍の位を加えられた。531年、安東将軍・光禄大夫となり、中書舎人を兼ねた。532年、家で死去した。征東将軍・斉州刺史の位を追贈された。『文集』百余篇があった。
元興は寒門の出身で、元叉の勢力をたのんで任用されたため、当時の人に非難された。家は貧しかったが、食客数十人をかかえており、衣食をともにして、吝嗇な様子を見せなかった。郷里の治安が乱れていたため、たびたび監軍となったが、元興の処断の多くは郷里の人々にうらまれた。

## 伝記資料
- 『魏書』巻79 列伝第67
- 『北史』巻46 列伝第34